# Simple Man (chanson de Lynyrd Skynyrd)
Cet article concerne la chanson de Lynyrd Skynyrd. Pour la chanson de Shinedown, voir Simple Man.
Pour les articles homonymes, voir Simple Man.
Pistes de (pronounced 'lĕh-'nérd 'skin-'nérd)
Gimme Three Steps
(3) Things Goin' On
(5)
Simple Man est une chanson du groupe Lynyrd Skynyrd. Elle est la piste 4 de l'album (pronounced 'lĕh-'nérd 'skin-'nérd). Elle est sortie en 1973. C'est le dernier morceau de la face A de l'album.

## Histoire
Le morceau a servi pour des publicités. Elle a aussi fait partie du jeu Rock Band, ce qui poussa le groupe à la mettre en téléchargement le 15 avril 2008. Elle a aussi fait partie du générique de la série de documentaires Mountain's Men de la chaîne History Channel.
La chanson a été reprise plusieurs fois, notamment par Shinedown en 2003

## Personnel
- Ronnie Van Zant : Chant
- Gary Rossington, Guitare
- Billy Powell : Clavier
- Allen Collins : Guitare
- Ed King : Guitare basse
- Bob Burns : Batterie
- Al Kooper : Orgue